# Tashi Peljor
Tashi Peljor (ur. 15 lipca 1978) – bhutański łucznik, dwukrotny olimpijczyk.
Wziął udział w Letnich Igrzyskach Olimpijskich 2004 w Atenach, gdzie zajął 32. miejsce. Cztery lata później uczestniczył w  Letnich Igrzyskach Olimpijskich 2008 w Pekinie, gdzie odpadł w eliminacjach.